# Donna Quinn
Donna Quinn, coniugata Brown (Pittsworth, 12 ottobre 1963), è un'ex cestista australiana.

## Carriera
Con l'Australia ha disputato due edizioni dei Giochi olimpici (Los Angeles 1984, Seul 1988) e i Campionati mondiali del 1986.